# Adranes dietzi
Adranes dietzi är en skalbaggsart som beskrevs av Schaeffer 1906. Adranes dietzi ingår i släktet Adranes och familjen kortvingar. Inga underarter finns listade i Catalogue of Life.